# سیمین زاغه
سیمین، روستایی از توابع بخش مرکزی شهرستان بهار در استان همدان ایران است. مردم این روستا لر هستند و به زبان لری سخن می‌گویند.

## جمعیت
این روستا در دهستان سیمینه رود قرار دارد و براساس سرشماری مرکز آمار ایران در سال ۱۳۹۵، جمعیت آن ۱۶۵۳ نفر (۵۳۴خانوار) بوده است.
این روستا در حد فاصله ۲۵ کیلومتری مرکز استان و در مسیر بزرگ‌راه کربلا می‌باشد. مردم این روستا لر زبان هستند.
این روستا در جنگ هشت ساله ایران با عراق ۱۰ شهید دارد.
از شخصیت‌های معروف این روستا حجت الاسلام والمسلمین شیخ حسن بیگلری همدانی می‌باشد.

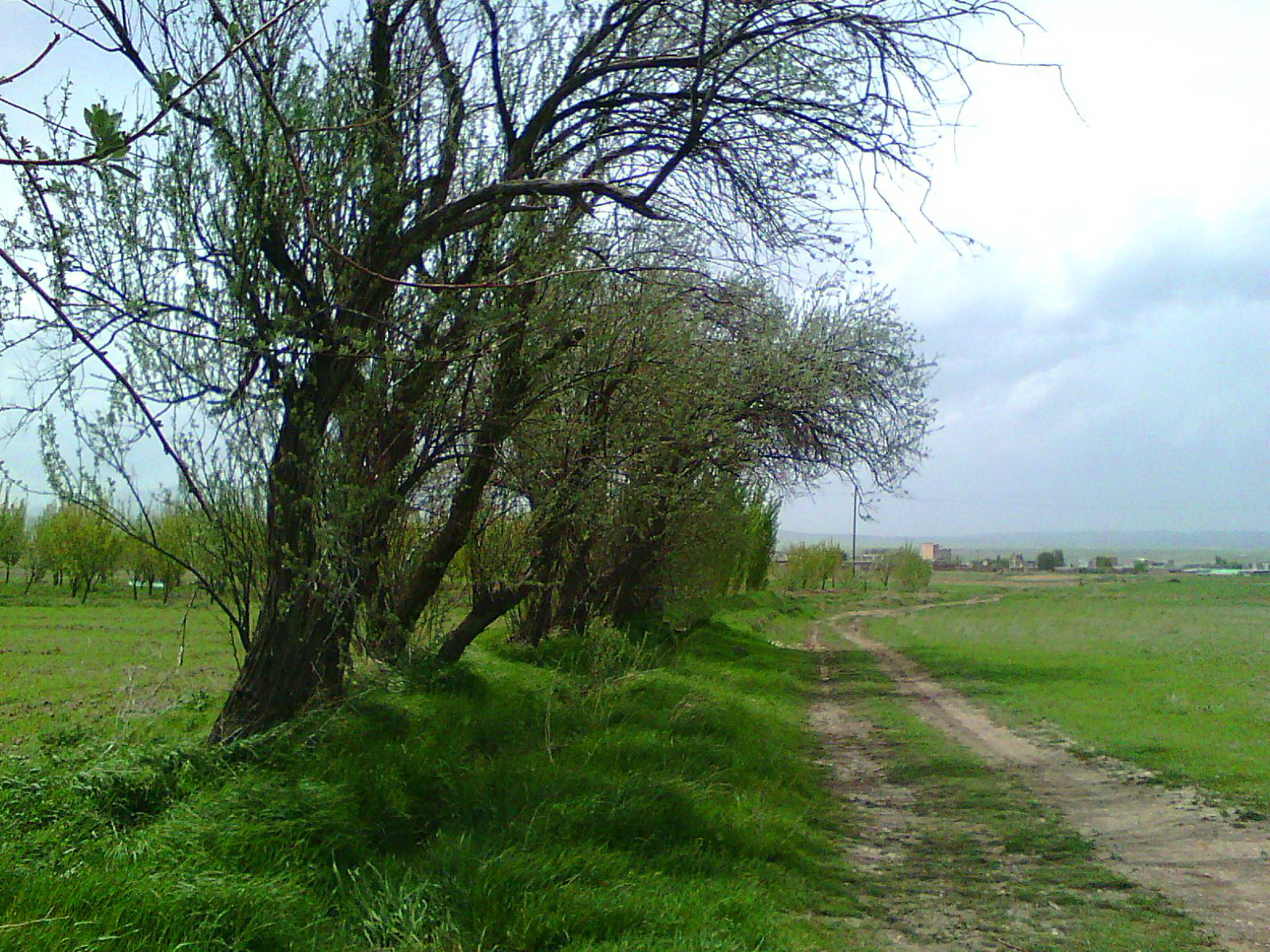
دشت سیمین و درختان سنجد

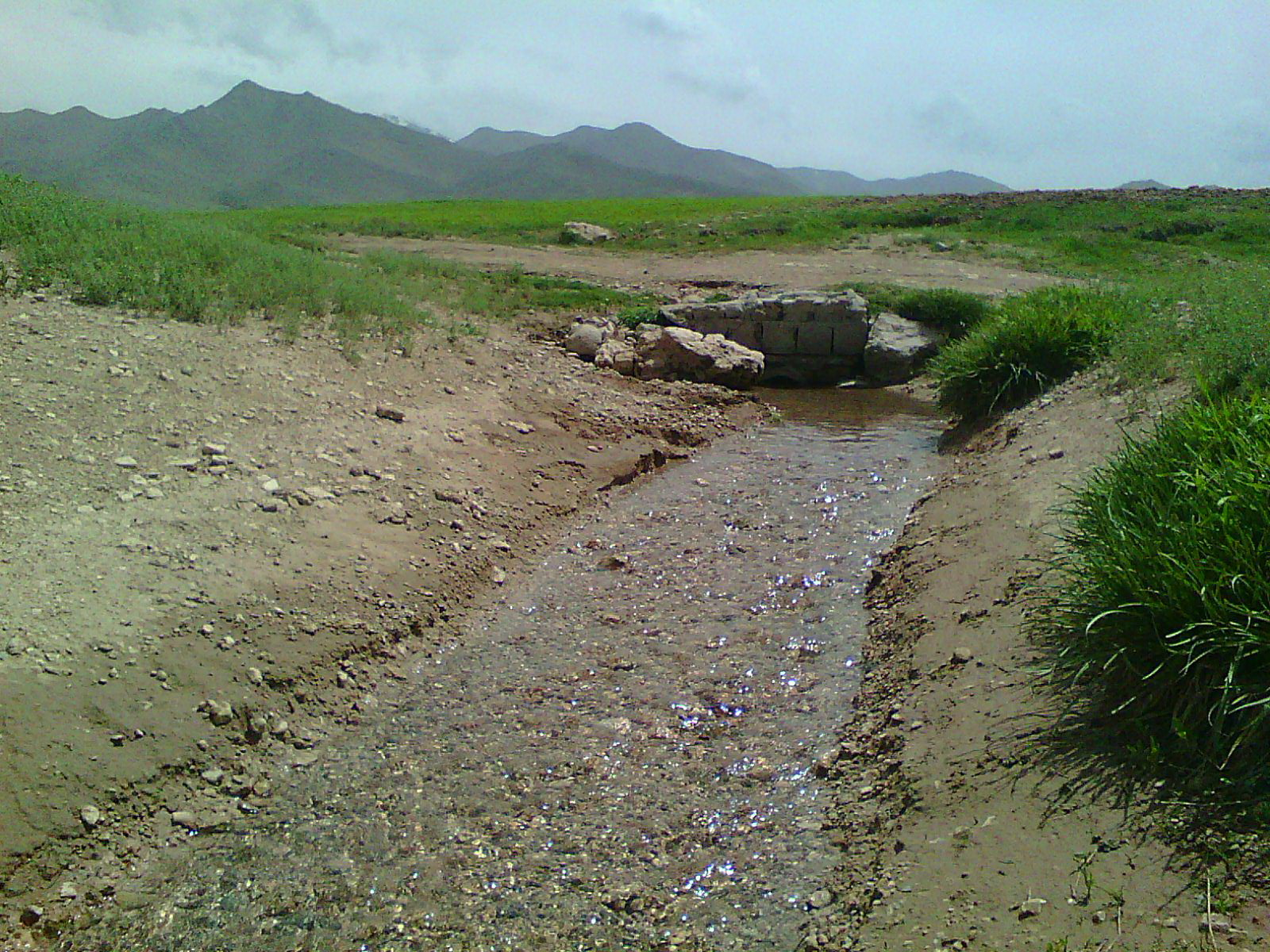
چشمه سیمین مربوط به دوره‌های گذشته

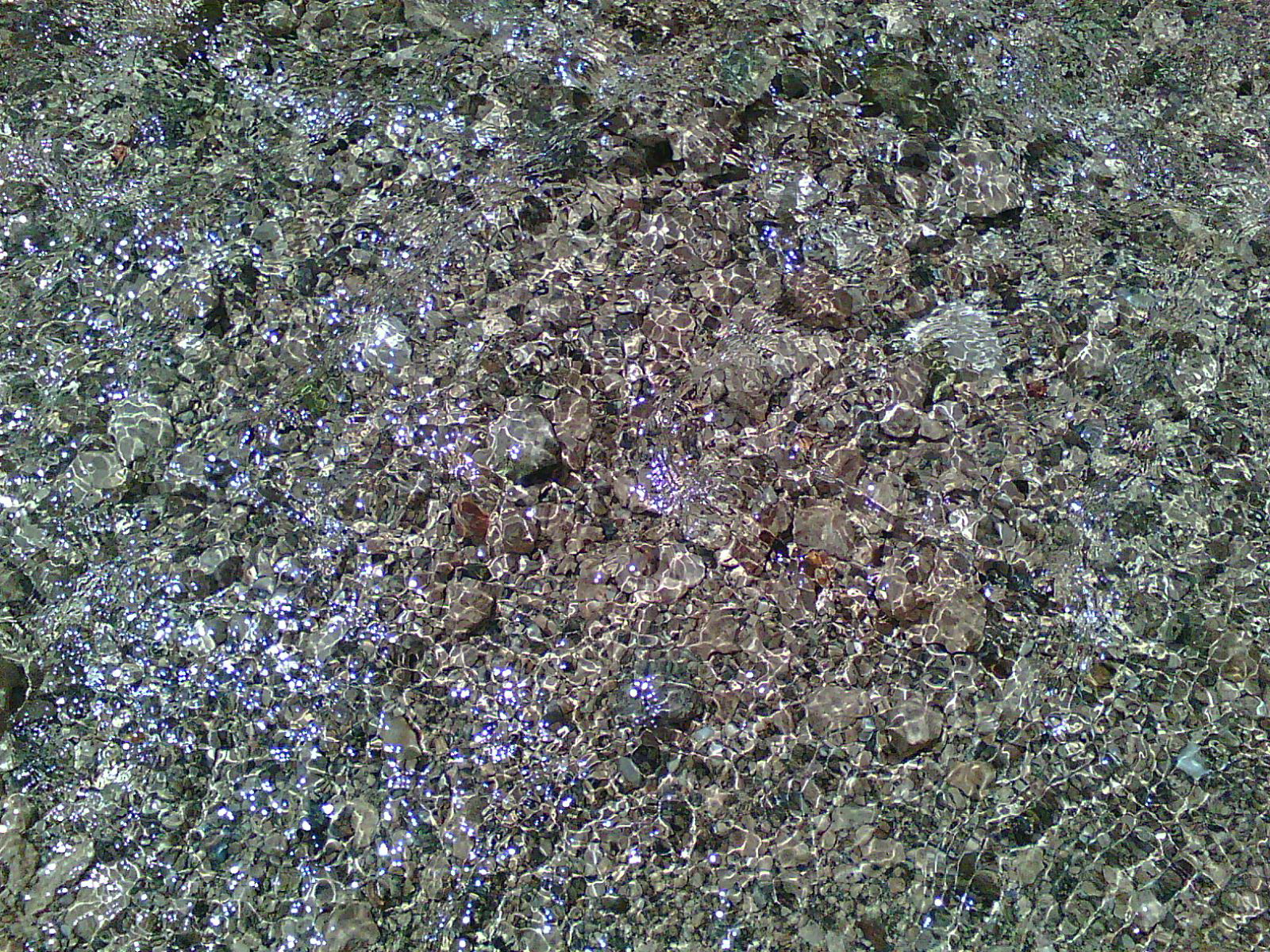
زلالی و نقره‌فام بودن چشمه، احتمالاً نام دهکده به همین سبب است

## وجه‌تسمیه
این دهکده مانند اغلب دهکده‌های دامنه این بخش از الوند بر حاشیه سرشاخه‌های سیمینه‌رود قرار دارد. شاید اطلاق سیمین حاکی از آن است که در گذشته مرکز یا محل جغرافیایی مهمی بوده است زیرا که عبارت سیمین و سیمینه‌رود در جغرافیای قدیم شناخته شده‌بود. البته دهستان سیمینه‌رود در دوره پهلوی‌ها به شهر بهار اطلاق می‌شد. ظاهراً از نقطه نظر جغرافیایی از پست‌ترین سطوح اراضی تا مرتفع‌ترین نقطه این بخش از کوهستان الوند تحت عنوان سیمینه‌رود شناخته می‌شد به عبارتی از تالاب دریاچه زراومند تا ارتفاعات حصارقره باغی مشمول این اصطلاح جغرافیایی بود.
هم‌اکنون دهستان سیمینه رود جزئی از بخش مرکزی شهرستان بهار است.